# Манасас Парк (Вирџинија)
Манасас Парк (енгл. Manassas Park) град је у америчкој савезној држави Вирџинија. По попису становништва из 2010. у њему је живело 14.273 становника.

## Демографија
Према попису становништва из 2010. у граду је живело 14.273 становника, што је 3.983 (38,7%) становника више него 2000. године.
|                   | 2010.           | 2000.           |
| Укупно            | 14 273 (100,0%) | 10 290 (100,0%) |
| Белци             | 6 070 (42,53%)  | 6 919 (67,24%)  |
| Хиспаноамериканци | 4 645 (32,54%)  | 1 544 (15,00%)  |
| Афроамериканци    | 1 852 (12,98%)  | 1 149 (11,17%)  |
| Азијати           | 1 281 (8,975%)  | 418 (4,062%)    |
| Остали            | 425 (2,978%)    | 260 (2,527%)    |